# Tenuopus erroneus
Tenuopus erroneus är en tvåvingeart som beskrevs av Octave Parent 1934. Tenuopus erroneus ingår i släktet Tenuopus och familjen styltflugor. Inga underarter finns listade i Catalogue of Life.